# 李培福
李培福（1912年—1983年4月30日），原名李丕福，男，甘肃华池人，中华人民共和国政治人物，曾任甘肃省政协副主席，甘肃省人大常委会副主任。